# Чемпіонат світу з футболу 2026 (кваліфікаційний раунд, УЄФА, група J)
Група J кваліфікації УЄФА Чемпіонату світу з футболу 2026 — одна з 12 груп УЄФА у  кваліфікації чемпіонату світу для визначення команд, які пройдуть до чемпіонату світу 2026. Група J складається з 5 команд: Бельгії, Уельсу, Північної Македонії, Казахстану і Ліхтенштейну. Команди зіграють одна з одною вдома та на виїзді за круговою системою.
Матчі відбуваються з 22 березня по 15 листопада 2025 року.
Переможець групи потрапить напряму до чемпіонату світу, а 2-е місце пройде до другого раунду (плей-оф).

## Турнірна таблиця
| Поз | Команда            | І | В | Н | П | ГЗ | ГП | РГ | О | Кваліфікація                         |        | Північна Македонія | Уельс | Казахстан | Бельгія | Ліхтенштейн |
| --- | ------------------ | - | - | - | - | -- | -- | -- | - | ------------------------------------ | ------ | ------------------ | ----- | --------- | ------- | ----------- |
| 1   | Північна Македонія | 2 | 1 | 1 | 0 | 4  | 1  | +3 | 4 | Кваліфікація на чемпіонат світу 2026 |        | —                  | 1–1   | 13 жов    | 6 чер   | 7 вер       |
| 2   | Уельс              | 2 | 1 | 1 | 0 | 4  | 2  | +2 | 4 | Вихід до плей-оф                     |        | 18 лис             | —     | 3–1       | 13 жов  | 6 чер       |
| 3   | Казахстан          | 2 | 1 | 0 | 1 | 3  | 3  | 0  | 3 |                                      |        | 9 чер              | 4 вер | —         | 15 лис  | 10 жов      |
| 4   | Бельгія            | 0 | 0 | 0 | 0 | 0  | 0  | 0  | 0 |                                      | 10 жов | 9 чер              | 7 вер | —         | 18 лис  |             |
| 5   | Ліхтенштейн        | 2 | 0 | 0 | 2 | 0  | 5  | −5 | 0 |                                      | 0–3    | 15 лис             | 0–2   | 4 вер     | —       |             |

## Матчі
| 22 березня 2025 15:00 |

| Ліхтенштейн | 0–3                             | Північна Македонія                             |
| ----------- | ------------------------------- | ---------------------------------------------- |
|             | Протокол (FIFA) Протокол (UEFA) | - Трайковський 7' - Мусліу 42' - Міовський 84' |

| Райнпарк, Вадуц Глядачів: 4 094 Арбітр: Микола Балакін (Україна) |

| 22 березня 2025 20:45 (19:45 UTC+0) |

| Уельс                                        | 3–1                             | Казахстан               |
| -------------------------------------------- | ------------------------------- | ----------------------- |
| - Д. Джеймс 9' - Б. Дейвіс 47' - Матондо 90' | Протокол (FIFA) Протокол (UEFA) | - Тагиберген 32' (пен.) |

| Кардіфф Сіті Стедіум, Кардіфф Глядачів: 32 473 Арбітр: Донатас Румшас (Литва) |

| 25 березня 2025 20:45 |

| Ліхтенштейн | 0–2                             | Казахстан                  |
| ----------- | ------------------------------- | -------------------------- |
|             | Протокол (FIFA) Протокол (UEFA) | Самородов 42' Марочкін 45' |

| Райнпарк, Вадуц Глядачів: 1 123 Арбітр: Джон Бітон (Шотландія) |

| 25 березня 2025 20:45 |

| Північна Македонія | 1–1                             | Уельс         |
| ------------------ | ------------------------------- | ------------- |
| - Міовський 90+1'  | Протокол (FIFA) Протокол (UEFA) | - Брукс 90+6' |

| Тоше Проескі, Скоп'є Глядачів: 23 114 Арбітр: Жером Брізар (Франція) |

| 6 червня 2025 20:45 |

| Північна Македонія | 1–1                             | Бельгія         |
| ------------------ | ------------------------------- | --------------- |
| - Аліоський 86'    | Протокол (FIFA) Протокол (UEFA) | - Де Кейпер 28' |

| Тоше Проескі, Скоп'є Глядачів: 23 070 Арбітр: Кріс Кавана (Англія) |

| 6 червня 2025 20:45 (19:45 UTC+1) |

| Уельс                              | 3–0                             | Ліхтенштейн |
| ---------------------------------- | ------------------------------- | ----------- |
| - Родон 40' - Вілсон 65' - Мур 68' | Протокол (FIFA) Протокол (UEFA) |             |

| Кардіфф Сіті Стедіум, Кардіфф Глядачів: 30 646 Арбітр: Анастасіос Папапетру (Греція) |

| 9 червня 2025 16:00 (19:00 UTC+5) |

| Казахстан | 0–1                             | Північна Македонія |
| --------- | ------------------------------- | ------------------ |
|           | Протокол (FIFA) Протокол (UEFA) | Трайковський 33'   |

| Астана Арена, Астана Глядачів: 27 694 Арбітр: Філіп Глова (Словаччина) |

| 9 червня 2025 20:45 |

| Бельгія                                                       | 4–3                             | Уельс                                           |
| ------------------------------------------------------------- | ------------------------------- | ----------------------------------------------- |
| - Лукаку 15' (пен.) - Тілеманс 19' - Доку 28' - Де Брейне 88' | Протокол (FIFA) Протокол (UEFA) | - Вілсон 45+7' (пен.) - Томас 52' - Джонсон 70' |

| Стадіон імені короля Бодуена, Брюссель Глядачів: 33 653 Арбітр: Ірфан Пельто (Боснія і Герцеговина) |

| 4 вересня 2025 16:00 (19:00 UTC+5) |

| Казахстан | —                               | Уельс |
| --------- | ------------------------------- | ----- |
|           | Протокол (FIFA) Протокол (UEFA) |       |

| Астана Арена, Астана |

| 4 вересня 2025 20:45 |

| Ліхтенштейн | —                               | Бельгія |
| ----------- | ------------------------------- | ------- |
|             | Протокол (FIFA) Протокол (UEFA) |         |

| Райнпарк, Вадуц |

| 7 вересня 2025 18:00 |

| Північна Македонія | —                               | Ліхтенштейн |
| ------------------ | ------------------------------- | ----------- |
|                    | Протокол (FIFA) Протокол (UEFA) |             |

| Тоше Проескі, Скоп'є |

| 7 вересня 2025 20:45 |

| Бельгія | —                               | Казахстан |
| ------- | ------------------------------- | --------- |
|         | Протокол (FIFA) Протокол (UEFA) |           |

|  |

| 10 жовтня 2025 16:00 (19:00 UTC+5) |

| Казахстан | —                               | Ліхтенштейн |
| --------- | ------------------------------- | ----------- |
|           | Протокол (FIFA) Протокол (UEFA) |             |

|  |

| 10 жовтня 2025 20:45 |

| Бельгія | —                               | Північна Македонія |
| ------- | ------------------------------- | ------------------ |
|         | Протокол (FIFA) Протокол (UEFA) |                    |

|  |

| 13 жовтня 2025 20:45 |

| Північна Македонія | —                               | Казахстан |
| ------------------ | ------------------------------- | --------- |
|                    | Протокол (FIFA) Протокол (UEFA) |           |

| Тоше Проескі, Скоп'є |

| 13 жовтня 2025 20:45 (19:45 UTC+1) |

| Уельс | —                               | Бельгія |
| ----- | ------------------------------- | ------- |
|       | Протокол (FIFA) Протокол (UEFA) |         |

| Кардіфф Сіті Стедіум, Кардіфф |

| 15 листопада 2025 15:00 (19:00 UTC+5) |

| Казахстан | —                               | Бельгія |
| --------- | ------------------------------- | ------- |
|           | Протокол (FIFA) Протокол (UEFA) |         |

|  |

| 15 листопада 2025 18:00 |

| Ліхтенштейн | —                               | Уельс |
| ----------- | ------------------------------- | ----- |
|             | Протокол (FIFA) Протокол (UEFA) |       |

|  |

| 18 листопада 2025 20:45 |

| Бельгія | —                               | Ліхтенштейн |
| ------- | ------------------------------- | ----------- |
|         | Протокол (FIFA) Протокол (UEFA) |             |

|  |

| 18 листопада 2025 20:45 (19:45 UTC+0) |

| Уельс | —                               | Північна Македонія |
| ----- | ------------------------------- | ------------------ |
|       | Протокол (FIFA) Протокол (UEFA) |                    |

| Кардіфф Сіті Стедіум, Кардіфф |

## Бомбардири
Забито 24 голів у 8 матчах, у середньому 3 гола за гру.
2 голи
- Боян Міовський
- Александар Трайковський
- Гаррі Вілсон

1 гол
- Кевін Де Брейне
- Максім Де Кейпер
- Жеремі Доку
- Ромелу Лукаку
- Юрі Тілеманс
- Олександр Марочкін
- Максим Самородов
- Асхат Тагиберген
- Езджан Аліоський
- Вісар Мусліу
- Девід Брукс
- Бен Дейвіс
- Деніел Джеймс
- Бреннан Джонсон
- Раббі Матондо
- Кіффер Мур
- Джо Родон
- Сорба Томас